# Ciocnirile de la Hădăreni

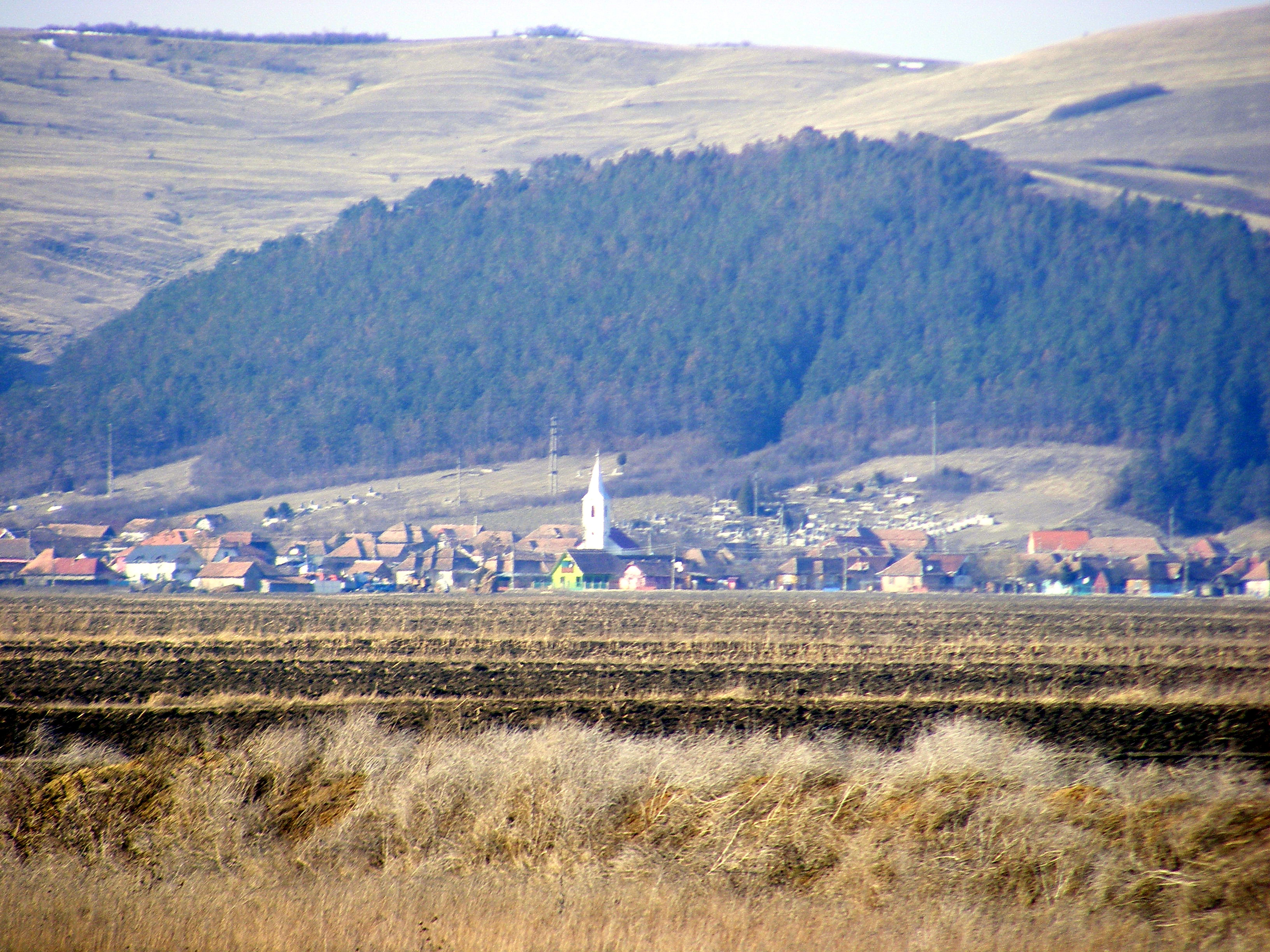
Hădăreni astăzi

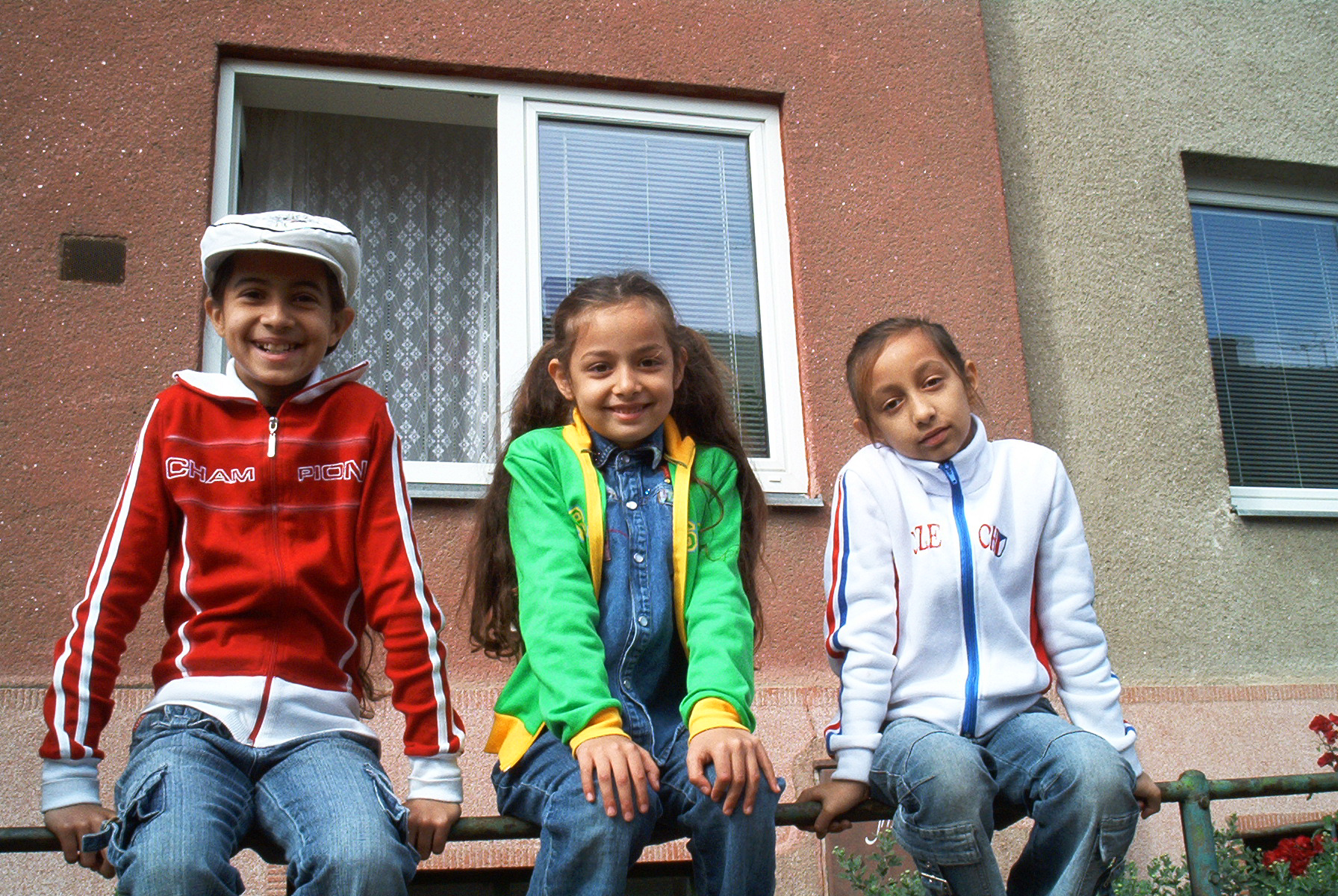
Copii romi, 2004

Incidentele de la Hădăreni sunt cunoscute în istoria recentă a României ca o revoltă spontană a etnicilor români și maghiari împotriva romilor din satul Hădăreni, comuna Chețani, județul Mureș, în toamna anului 1993, pornită de la uciderea unui român la cârciumă de către câțiva romi din localitate. În urma ciocnirilor etnice, trei romi au fost uciși.

## Cauze
În seara zilei de 20 septembrie 1993, un tânăr de 25 de ani de origine română, C. Chețan, tatăl unei fetițe de trei ani, a fost chemat să intervină în apărarea tatălui său, G. Ghețan (zis „Crăciunel”) care intrase într-un conflict verbal cu trei romi din localitate: frații Lăcătuș, R. L. și A. P. La un moment dat, R. L. L. l-a înjunghiat cu un cuțit în piept pe C. Chețan, care a decedat la scurt timp. Vestea uciderii lui „Crăciunel” s-a răspândit rapid în sat, iar furia localnicilor a fost alimentată și de atitudinea pasivă a organelor de poliție din localitate la informarea despre evenimentul tragic.
În perioada anterioară, au fost reclamate zeci de furturi din ogrăzile românilor și maghiarilor. Reclamațiile nu au fost rezolvate și au dus la încăierarea celor patru în cârciumă.

## Violențele interetnice
Incidentul i-a umplut de furie pe sătenii români și maghiari. O mulțime numeroasă și revoltată s-a adunat spontan și a luat atitudine împotriva romilor care se refugiaseră și se baricadaseră într-o casă. Și deoarece aceștia au refuzat să iasă afară pentru a fi predați poliției, mulțimea a dat foc casei. Doi dintre romi au încercat să părăsească în fugă casa incendiată, dar au fost prinși și omorâți în bătaie, în timp ce al treilea a ars de viu înăuntru. Romii vecini au încercat să intervină, iar ca răspuns mulțimea înfuriată a pornit prin sat dând foc în total la 13 case în care locuiau romi. Alte șapte au fost devastate. Romii s-au refugiat în localitățile învecinate, Chețani și Luduș.
Autoritățile de la vremea respectivă au fost depășite de situație.

## Reacția autorităților
În urma incendierilor, autoritățile au demarat o anchetă care a fost urmată de întocmirea unor dosare penale având ca părți vătămate membrii familiilor de romi ale căror gospodării au fost distruse parțial sau integral în incendii.
În urma procesului care a urmat, cinci persoane au fost condamnate la câte doi ani cu suspendare, iar alți trei la câte cinci ani, deci un total de 25 de ani de închisoare. Totodată, conform sentinței Înaltei Curți de Casație și Justiție de la București, inculpații condamnați au fost obligați să plătească familiilor victimelor despăgubiri în valoare de 2.130.000.000 lei. 
În 5 iulie 2005, o primă soluție a CEDO în cazul „Hădăreni” consfințea stingerea pe cale amiabilă a conflictului în cazul a 15 persoane, acestea urmând să primească despăgubiri în valoare de 262.000 de euro. Celor șapte romi rămași, care nu s-au înțeles cu statul român, CEDO le-a dat, în 12 iulie 2005, soluție favorabilă, Curtea Europeană condamnând statul român la plata altor 238.000 de euro.
Romii din Hădăreni, asistați de Liga Pro Europa, au făcut însă cerere de revizuire a sentinței din 12 iulie a Curții Europene a Drepturilor Omului, de condamnare a statului român, considerând că li s-au încălcat dreptul la viață și dreptul la proprietate, iar cererea acestora a fost respinsă de Înalta Cameră a Curții Europene a Drepturilor Omului de la Strasbourg.
Între timp la CEDO s-au adresat și reclamantele V. (R.) L., născută în 1970, și fiicele acesteia, S.-L. R., născută în 1990, și R.-C. R., născută în 1994, cetățene române care locuiesc în prezent în Belgia.
V., însărcinată, rămasă fără casă și lipsită de vreun ajutor din partea autorităților, a afirmat că a fost nevoită să trăiască într-un apartament din Luduș, județul Mureș, cu alte 16 persoane. Ea a născut-o între timp pe R. R., care a dezvoltat un defect de vorbire, din cauza întâmplărilor prin care a trecut mama în timpul sarcinii, se susține în plângerile făcute la CEDO în 2003 și 2004.
În urma procesului din țară, femeia a primit 25 de milioane de lei vechi (2.500 de lei noi) ca daune morale, însă o altă văduvă a unui rom decedat în atacul din 20 septembrie 1993 a primit de patru ori mai mult, fiind și sora altor doi romi decedați atunci. Fiica cea mare a V. L. a primit o alocație lunară de 30 de lei, dat fiind că fusese întreținută anterior de A. P. L., însă cea mică nu a fost recunoscută drept fiica lui. Procesul s-a încheiat pe 25 februarie 2005, fără a fi admisă plata altor daune materiale.
În plângerea la CEDO, V. L. a cerut plata unor daune materiale pentru pierderea bunurilor sale odată cu distrugerea casei. De asemenea a solicitat daune materiale pentru ea și fiicele ei, toate trei fiind lipsite de venitul adus de fostul partener, respectiv tată.
CEDO a constatat că în acest caz a fost încălcată Convenția Europeană a Drepturilor Omului, la articolul 3 – interzicerea torturii, pedepselor sau tratamentelor inumane ori degradante, articolul 8 – dreptul la respectarea vieții private și de familie, alături de articolul 14 – interzicerea discriminării, precum și la articolul 6 – dreptul la un proces echitabil.
Având în vedere gravitatea încălcărilor și ținând cont de deciziile instanțelor din țară și de sumele deja alocate reclamantelor, CEDO a hotărât ca statul român să plătească V. R. (concubina lui L.) 17.000 de euro, cu titlu de daune morale și materiale; S. R. – 11.000 de euro, cu titlu de daune morale; R.R. – 11.000 de euro, daune morale, precum și 3.000 de euro celor trei reclamante pentru cheltuieli de judecată.